# Clément Tainmont
Clément Tainmont (Valenciennes, 13 febbraio 1986) è un ex calciatore francese, di ruolo centrocampista.

## Statistiche

### Presenze e reti nei club
Statistiche aggiornate al 30 gennaio 2017.
| Stagione           | Squadra            | Campionato         | Campionato | Campionato | Coppe nazionali | Coppe nazionali | Coppe nazionali | Coppe continentali | Coppe continentali | Coppe continentali | Altre coppe | Altre coppe | Altre coppe | Totale | Totale | Totale |
| Stagione           | Squadra            | Comp               | Pres       | Reti       | Comp            | Pres            | Reti            | Comp               | Pres               | Reti               | Comp        | Pres        | Reti        | Pres   | Reti   |        |
| ------------------ | ------------------ | ------------------ | ---------- | ---------- | --------------- | --------------- | --------------- | ------------------ | ------------------ | ------------------ | ----------- | ----------- | ----------- | ------ | ------ | ------ |
| 2006-2007          | Lesquin            | CFA                | 30         | 5          | CF              | 0               | 0               |                    | -                  | -                  |             | -           | -           | 30     | 5      |        |
| 2007-2008          | Dunkerque          | CFA                | 31         | 9          | CF              | 3               | 1               |                    | -                  | -                  |             | -           | -           | 34     | 10     |        |
| 2008-2009          | Dunkerque          | CFA                | 30         | 6          | CF              | 0               | 0               |                    | -                  | -                  |             | -           | -           | 30     | 6      |        |
| Totale Dunkerque   | Totale Dunkerque   | Totale Dunkerque   | 61         | 15         |                 | 3               | 1               |                    | -                  | -                  |             | -           | -           | 64     | 16     |        |
| 2009-2010          | Stade Reims        | N                  | 32         | 7          | CF+CdL          | 1+1             | 0               |                    | -                  | -                  |             | -           | -           | 34     | 7      |        |
| 2010-2011          | Amiens             | N                  | 28         | 5          | CF+CdL          | 2+1             | 0               |                    | -                  | -                  |             | -           | -           | 31     | 5      |        |
| 2011-2012          | Stade Reims        | L2                 | 32         | 4          | CF+CdL          | 1+1             | 0               |                    | -                  | -                  |             | -           | -           | 34     | 4      |        |
| Totale Stade Reims | Totale Stade Reims | Totale Stade Reims | 64         | 11         |                 | 4               | 0               |                    | -                  | -                  |             | -           | -           | 68     | 11     |        |
| 2012-2013          | Châteauroux        | L2                 | 34         | 6          | CF+CdL          | 2+1             | 0               |                    | -                  | -                  |             | -           | -           | 37     | 6      |        |
| 2013-gen. 2014     | Châteauroux        | L2                 | 14         | 1          | CF+CdL          | 1+1             | 0               |                    | -                  | -                  |             | -           | -           | 16     | 1      |        |
| Totale Châteauroux | Totale Châteauroux | Totale Châteauroux | 48         | 7          |                 | 5               | 0               |                    | -                  | -                  |             | -           | -           | 53     | 7      |        |
| gen.-giu. 2014     | Charleroi          | D1                 | 12         | 4          | CB              | 0               | 0               |                    | -                  | -                  |             | -           | -           | 12     | 4      |        |
| 2014-2015          | Charleroi          | D1                 | 38         | 7          | CB              | 3               | 1               |                    | -                  | -                  |             | -           | -           | 41     | 8      |        |
| 2015-2016          | Charleroi          | D1                 | 27         | 0          | CB              | 1               | 1               |                    | -                  | -                  |             | -           | -           | 28     | 1      |        |
| 2016-2017          | Charleroi          | D1                 | 32         | 1          | CB              | 1               | 0               |                    | -                  | -                  |             | -           | -           | 33     | 1      |        |
| 2017-gen.2018      | Charleroi          | D1                 | 9          | 2          | CB              | 2               | 0               |                    | -                  | -                  |             | -           | -           | 11     | 2      |        |
| Totale Charleroi   | Totale Charleroi   | Totale Charleroi   | 118        | 14         |                 | 7               | 2               |                    | -                  | -                  |             | -           | -           | 125    | 16     |        |
| gen.-giu. 2018     | Malines            | D1                 | 5          | 0          | CB              | 0               | 0               |                    | -                  | -                  |             | -           | -           | 5      | 0      |        |
| Totale carriera    | Totale carriera    | Totale carriera    | 354        | 57         |                 | 22              | 3               |                    | -                  | -                  |             | -           | -           | 376    | 60     |        |

## Palmarès

### Club

#### Competizioni nazionali
- Coppa del Belgio: 1

Malines: 2018-2019
- Tweede klasse: 1

Malines: 2018-2019